# Wilhelm z Auxerre
Wilhelm z Auxerre (Altisiodorensis) (zm. w 1231) – francuski filozof i teolog z okresu wczesnej scholastyki, profesor w Paryżu, autor Summa aurea, znawca filozofii starożytnej. 
Doceniał znaczenie zarówno filozofii jak i teologii. Był przewodniczącym trzyosobowej papieskiej komisji ekspertów powołanej przez Grzegorza IX dla zbadania wartości arystotelizmu dla filozofii chrześcijańskiej. Wpłynęli na niego: Stefan Langton i Prepozytyn z Cremony. Nawiązywał do poglądów Allana z Lille. Przyjmował cztery dowody istnienia Boga, zarówno aprioryczny jak i aposterioryczne, a także stworzenie świata z niczego. Uznawał Boże idee za tożsame z Bogiem. W epistemologii opowiadał się na rzecz augustynizmu. Przypadłości uważał za zasadę jednostkowienia. Różnicę pomiędzy istotą a istnieniem pojmował ze względu na przygodność stworzenia i konieczność bytową Boga. Wykazał dużo oryginalności w filozofii moralnej. Jako umiarkowany arystotelik wywarł istotny wpływ na św. Alberta Wielkiego i Aleksandra z Hales.